# Capitólio Estadual de Nevada
O Capitólio Estadual de Nevada (em inglês: Nevada State Capitol) é a sede do governo do estado de Nevada. Localizado na capital, Carson City, foi incluído no Registro Nacional de Lugares Históricos em 10 de junho de 1975.